# Муар, Эмманюэль
Эмманюэ́ль Муа́р (фр. Emmanuel Moire) — французский певец и композитор. Родился в Ле-Мане 16 июня 1979 года.
С 2004 по 2007 годы исполнял роль Людовика XIV в известном мюзикле «Король-Солнце». Выпустил четыре сольных альбома — Là Où Je Pars (2006), L'équilibre (2009), Le Chemin (2013) и La Rencontre (2015).

## Биография
С раннего детства Эмманюэль увлекался музыкой. Он рос вместе со своим братом-близнецом. Эмманюэль был застенчивым и замкнутым ребёнком. Он учился классическому пению и получил образование композитора, исполнителя и поэта.
Эмманюэль брал уроки пения и в то же время получил диплом (БАК) по экономическим и социальным наукам с отметкой «Хорошо». В 21 год поступил в консерваторию Манна, затем его выбрали для участия на 16-й встрече Astaffort (стажировка для композиторов, исполнителей и писателей). В запасе у этого энергичного исполнителя, певца и пианиста было около сотни произведений.
Эмманюэль получил также степень DEUG по географии.

## Музыкальная карьера

### Король-Солнце (2004—2007 гг.)
В 2004 году Эмманюэля Муара выбрали на роль Людовика XIV в мюзикле «Король-Солнце» Дова Аттиа и Альбера Коэна в постановке Камеля Уали. Многочисленные CD с песнями из мюзикла стали бестселлерами.
Начиная с дебюта мюзикла «Король-Солнце» (Le Roi Soleil) в апреле 2005 г., он всё чаще появляется на радиопередачах, в телепрограммах, на сцене и в концертах. С 22 сентября 2005 г. он каждый вечер выступает на сцене Дворца Спорта в Париже в главной роли «Короля-Солнца». Спектакль уезжает на гастроли с января 2006 г. В это время артист также работает над своим первым сольным альбомом. В 2006 г. Муар был награждён на NRJ Music Awards.
В 2006 г. он принимает участие в исполнении песни «Золото наших жизней» (L’Or de nos vies) с коллективом Fight Aids Monaco в акции против СПИДа.
Первый год оказался настоящим триумфом, и Эмманюэль Муар со всей труппой вернулся на сцену Дворца Спорта 22 сентября 2006 г. на несколько месяцев, после чего начались очередные гастроли. Нововведением является то, что наряду с певцами и танцорами на сцене находятся также и оркестранты.
В июне 2007 г. на четырёх сольных концертах Эмманюэль Муар представил широкой публике свой первый сольный альбом. Затем, после пяти последних спектаклей, мюзикл Король-Солнце последний раз был исполнен в Берси.

### Первый сольный альбом (2006—2007 гг.)
13 ноября 2006 г. Эмманюэль Муар выпустил свой первый сольный альбом под названием «Туда, куда я ухожу» (Là où je pars)с первым синглом «Улыбка» (Le Sourire), который появился на радио ещё за несколько недель до этого.
С ноября по декабрь 2007 г. Эмманюэль Муар гастролирует по Франции, чтобы открыть свой мир уже завоёванной публике.
1 сентября 2007 г. он занимает первое место в категории «международные певцы», где, в частности, он конкурировал с Тьерри Амьелем на Sopot Festival в Польше. Со своим произведением «От этого мне хорошо» (Ça me fait du bien) он покорил зрителей и жюри. Эмманюэль выпускает свой последний сингл, который также пользуется немалым успехом.

### Равновесие (2008 -…)
13 апреля 2009 г. Эмманюэль выпускает альбом «Равновесие» (L'équilibre). Это творение ознаменовало поворотный момент в творчестве Эмманюэля Муара, который всё больше склоняется к поп-музыке. Благодаря этому альбому возвращение Эмманюэля Муара стало фурором.
После мюзикла «Король-Солнце» и первого альбома, написанного в стиле поп и эстрадной музыки, Эмманюэль Муар оказался замкнут в образ маленького послушного мальчика. Теперь же, с новым альбомом «Равновесие» и синглом «Взрослый и сексуальный» (Adulte et sexy), он надеется изменить свой образ. Альбом «Равновесие» соответствует тому мужчине, которым он сейчас является.

## Дискография
Во время гастролей мюзикла «Король-Солнце» Эмманюэль Муар работает над записью своего первого сольного альбома, и за 1,5 месяца завершает эту работу, ко второй половине сентября, когда «Король-Солнце» открывает новый сезон. Его первый альбом, названный «Там, куда я ухожу» (Là où je pars), появился 13 ноября 2006 г. Спустя несколько недель Эмманюэль Муар получил Золотой Диск за этот альбом, а 27 июня 2007 г. — Второй Золотой Диск. Недавно певца наградили платиновым диском за то, что его альбом был распродан в количестве 20 000 экземпляров.
В 2008 г. он собирался принять участие в благотворительной передаче Enfoirés 2008, но несчастный случай изменил планы артиста.
13 ноября 2006 г. — выход в свет первого сольного альбома «Туда, куда я ухожу» (Là où je pars).
Второй альбом — «Равновесие» (L'équilibre), появился 13 апреля. После первого сингла «Взрослый и сексуальный» (Adulte & Sexy) на радио часто можно было услышать балладу «Не говоря ни слова» (Sans dire un mot).
Второй альбом — это возрождение, но также и смена стиля, поскольку он ближе к эстраде, задуман для сцены, отличается сложной композицией. Характерной чертой альбома являются переходы от энергичных мелодий к шёпоту.

### Синглы
- Ноябрь 2006 г. — «Улыбка» (Le sourire), музыка Бенуа Поэр (Кио)
- Март 2007 г. — «От этого мне хорошо» (Ça me fait du bien), музыка Лу Ковеля
- Июль 2007 г. — «Туда, куда я ухожу» (Là où je pars), музыка Давида Эспозито
- Февраль 2008 г. — «Если бы такой была жизнь» (Si c'était ça la vie)
- Февраль 2009 г. — «Взрослый и сексуальный» (Adulte & Sexy), слова Яна Гийона, музыка Эммануэля Муара
- Июнь 2009 г. — «Не говоря ни слова» (Sans dire un mot), слова Яна Гийона, музыка Эммануэля Муара
- 18 Февраля 2013 г. — «Beau Malheur»
- 5 июля 2013 г. — «Ne s’aimer que la nuit»

## С мюзиклом «Король-Солнце»

### Альбомы
- Апрель 2005 г. — Король-Солнце (Le Roi Soleil). 13 произведений.
- Июнь 2005 г. — Король-Солнце (Le Roi Soleil). 15 произведений.
- Сентябрь 2005 г. — Король-солнце (Le Roi Soleil). Двойной альбом. 26 произведений.
- 13 ноября 2006 г. — Туда, куда я ухожу (Là Où Je Pars). Первый сольный альбом. 13 произведений.
- 13 апреля 2009 г. — Равновесие (L'équilibre). Второй сольный альбом. 11 произведений (седьмое место за первую неделю, 6769 проданных экземпляров).
- 29 апреля 2013 г. —  Дорога (Le chemin). Третий сольный альбом. 15 произведений (все песни написаны в соавторстве Яном Гийоном и Эммануэлем Муаром).
- 28 августа 2015 г. —  Встреча (La Rencontre). Четвёртый сольный альбом. 13 произведений (слова всех песен написаны Яном Гийоном, музыка - Эммануэлем Муаром).

### Синглы
- Ноябрь 2004 г. — «Быть на высоте» (Être à la hauteur)
- Апрель 2005 г. — «Я часть тебя, моя любимая» (Je fais de toi mon essentiel)
- Октябрь 2005 г. — «Пока мы ещё мечтаем»(Tant qu’on rêve encore)/«Один ваш жест» (Un geste de vous)
- Апрель 2006 г. — «Жизнь проходит» (La vie passe) (дуэт с Каталиной Андриа)

### Соло
- Ноябрь 2006 г. «Улыбка» (Le sourire)
- Февраль 2009 г. «Взрослый и сексуальный» (Adulte et Sexy)

### DVD
- Ноябрь 2006. «Полная версия спектакля».
- 25 октября 2007 г. Переиздание DVD с эксклюзивными бонусами из Берси.
- 26 ноября 2007 г. «Из Версаля в Монако». CD и DVD в пользу ассоциации SAS Stéphanie Монако «Fight Aids Monaco»